# Seyssuel
Seyssuel là một xã thuộc tỉnh Isère trong vùng Rhône-Alpes đông nam nước Pháp. Xã này nằm ở khu vực có độ cao trung bình 325 mét trên mực nước biển. Theo điều tra dân số năm 2078 của INSEE, |xã có dân số là 1959 người.